# Gustav von Loeper

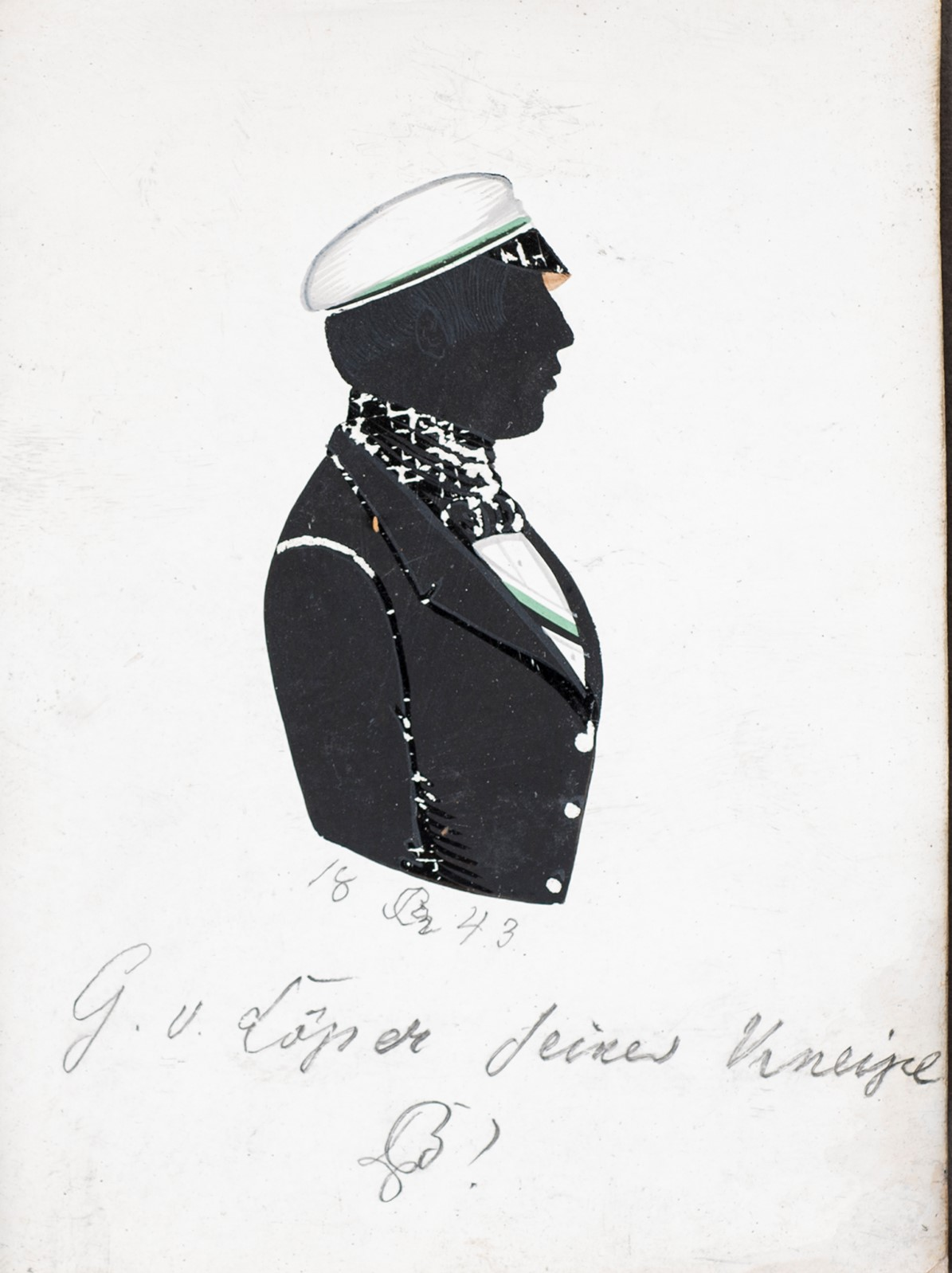
Gustav v. Loeper

Gustav von Loeper (* 27. September 1822 in Stramehl, Provinz Pommern; † 13. Dezember 1891 in Charlottenburg bei Berlin) war ein deutscher Jurist. Mit Woldemar von Biedermann war er einer der frühen und großen Goethe-Forscher. Für maßgebliche Philologen wie Wilhelm Scherer und Erich Schmidt verkörperte er die angestrebte Vereinigung von politischer Nation und Kulturnation.

## Herkunft
Seine Eltern waren Johann Ludwig von Loeper (* 8. November 1786; † 4. Januar 1850) und dessen Ehefrau Ernestine Johanna Caroline von der Osten (* 15. Dezember 1789; 27. Juni 1868). Der Parlamentarier Johann Georg von Loeper (1819–1900) war sein Bruder.

## Leben
Loeper studierte an der Friedrich-Wilhelms-Universität zu Berlin und der Ruprecht-Karls-Universität Heidelberg Rechtswissenschaft und Kameralwissenschaft. 1843 wurde er im Corps Saxo-Borussia Heidelberg recipiert. Nach den Examen war er einige Jahre Richter. Als Kenner des Staats- und Privatfürstenrechts wurde er 1854 in das Ressort vom Minister des königlichen Hauses (Preußen) berufen. Über 32 Jahre besorgte er alle Bereiche der Kronverwaltung. Besonders widmete er sich der Praxis des Staats- und Privatfürstenrechts sowie der Stammliste der Hohenzollern. Er führte alle einschlägigen Prozesse, von denen er keinen verlor. So gelang es ihm 1863, die Ansprüche der Krone Preußen auf den Allodialnachlass der ausgestorbenen Anhalt-Bernburger durchzusetzen. Er gewann die großen Herrschaften in Schwedt und Oels für das Krongut. Seit 1865 Vortragender Ministerialrat, war er ab 1876 auch Direktor des Königl. Geh. Hausarchivs. Im Oktober 1886 trat er in den Ruhestand. Johann Wolfgang von Goethe, dem er sich 40 Jahre lang in allen Mußestunden zugewendet hatte, rückte in den Mittelpunkt seines Lebens. Er vertiefte sich in das neu eröffnete Goethe-Archiv. Sein Kommentar zu Faust. Eine Tragödie. und zu Faust. Der Tragödie zweiter Teil betonte die Einheit beider Teile und wandte sich gegen allegorische Auslegungen. Gerühmt wurden seine Erläuterungen zu Dichtung und Wahrheit und Maximen und Reflexionen. Er saß seit Gründung der Goethe-Gesellschaft (1885) stets in ihrem Vorstand und wurde in das Herausgebergremium der historisch-kritischen Sophien-Ausgabe gewählt.
Er starb im Alter von 69 Jahren in Charlottenburg an der damals sogenannten Russischen Grippe.

## Familie
Er heiratete Caroline Leonore Charlotte Wegner (* 19. Juli 1829; † 19. April 1907). Das Paar hatte mehrere Kinder:
- Gustave Leonore Anna (* 16. Juni 1863; † 1940)
- Johanna Ida (* 18. Mai 1865)
- Helene Else (* 8. August 1866), Stiftsdame

## Ehrungen
- Regierungsrat 1. Klasse (1879)
- Dr. iur. h. c. bei der 500-Jahr-Feier der Universität Heidelberg (1886)
- Dr. phil. h. c. der Friedrich-Wilhelms-Universität zu Berlin
- Charakterisierung als  Wirkl. Geh. Rat, Exzellenz (1886)